# 11022 Serio
11022 Serio (1986 EJ1) là một tiểu hành tinh vành đai chính được phát hiện ngày 5 tháng 3 năm 1986 bởi E. Bowell ở trạm Anderson Mesa thuộc Đài thiên văn Lowell.